# Fiktiver Verwaltungsakt
Die Genehmigungsfiktion ist eine Rechtsfigur im deutschen Verwaltungsrecht. Entscheidet die zuständige Behörde nicht innerhalb einer bestimmten Frist über eine beantragte Genehmigung, so gilt die Genehmigung als erteilt. Die Fiktionswirkung tritt demnach mit Ablauf der Frist ein. Der Antragsteller ist daraus resultierend Inhaber eines fiktiven oder fingierten Verwaltungsaktes. In § 42a Verwaltungsverfahrensgesetz (VwVfG) hat der Gesetzgeber diese Art des Zustandekommens eines Verwaltungsaktes legaldefiniert.

## Allgemeines
Die Genehmigungsfiktion dient der Verfahrensvereinfachung- und beschleunigung. Mit der geschaffenen Rechtsfigur hat der Gesetzgeber die verwaltungsverfahrensrechtlichen Bestimmungen der Europäischen Dienstleistungsrichtlinie (DLRL) umgesetzt, insbesondere Art. 13 Abs. 4 DLRL.
Sinn und Zweck der Genehmigungsfiktion ist es, dem Antragsteller über seinem Einflussbereich entzogene Verfahrenshemmnisse hinwegzuhelfen, die aus einer verzögerten Bearbeitung seines Antrags durch die Genehmigungsbehörde resultieren. Dagegen ist es nicht Sinn der Fiktion, sonstige Verfahrensvereinfachungen herbeizuführen oder materielle Genehmigungsanforderungen herabzusetzen.
Der § 42a VwVfG regelt allerdings nicht selbst, welche Arten von Genehmigungen nach Fristablauf ohne behördliche Entscheidung als erteilt gelten, sondern verweist insoweit in die Fachgesetze. Dazu gehören beispielsweise:
- § 7f Abs. 2 Satz 1 und § 11 Abs. 3 AEG (Fiktion der Betriebserlaubnis und Fiktion der Stilllegungsgenehmigung)
- § 15 Abs. 1 S. 5 PBefG (Fiktion der Personenbeförderungsgenehmigung)
- § 23a Abs. 4 Satz 2 EnWG (Fiktion der Entgeltgenehmigung)
- § 6 Abs. 4 S. 4, § 10 Abs. 2 Satz 2 BauGB (Fiktion der Genehmigung von Bauleitplänen)
- § 6a Abs. 1 GewO (Fiktion der Gewerbeerlaubnis)[6]

Zahlreiche Landesbauordnungen sehen außerdem eine Genehmigungsfiktion für Baugenehmigungen im vereinfachten Verfahren vor.
Fehlen besondere Bestimmungen zur Genehmigungsfiktion, so ist auf die Vorgaben des  allgemeinen Verwaltungsverfahrensrechts zurückzugreifen. Eine analoge Anwendung der Fiktionswirkung auf nicht unmittelbar gesetzlich erfasste Fälle scheidet aus, beispielsweise im Immissionsschutzrecht.

## Voraussetzungen des § 42 a VwVfG – Inhalt
Zunächst muss eine Person ein Verhalten anstreben, welches der Genehmigungspflicht der Behörde unterliegt.
Damit die Genehmigungsfiktion zur Anwendung kommt, muss diese durch Rechtsvorschrift in Form eines Fachgesetzes, einer Satzung oder einer Rechtsverordnung angeordnet sein.
Eine Antragstellung ist notwendig. Der Antrag muss dabei hinreichend bestimmt sein. Dies bedeutet, dass das Vorhaben des Antragstellers für die Behörde erkennbar sein muss.
Der Behörde müssen zudem die vollständigen Unterlagen vorliegen, welche vom Antragsteller einzureichen sind. Damit wird die Behörde in die Lage versetzt, über die Genehmigungsvoraussetzungen zu entscheiden. Die Entscheidungsfrist beginnt damit zu laufen. Diese beträgt in der Regel drei Monate, sie kann jedoch durch Rechtsvorschrift abweichend bestimmt werden.
Die Behörde ist daraufhin verpflichtet, über den Antrag innerhalb der genannten Frist zu entscheiden und einen Verwaltungsakt zu erlassen. Läuft die Frist jedoch ohne behördliche Entscheidung ab, so greift die Genehmigungsfiktion. Das Gesetz fingiert einen Verwaltungsakt. Der Antragsteller wird so gestellt, als hätte ihm die Behörde seinen Antrag positiv beschieden.
Die Behörde kann den Eintritt der Genehmigungsfiktion durch Erteilung eines Zwischenbescheids vor Fristablauf hinausschieben.

## Rechtsnatur der Genehmigungsfiktion und die Rechtsfolgen
Der fingierte Verwaltungsakt ist – trotz seiner Bezeichnung – kein Verwaltungsakt im Sinne des § 35 VwVfG. Der Genehmigungsfiktion mangelt es zum einen an der Maßnahme. Die Maßnahme ist dabei jedes aktive Handeln der Behörde, die einen Erklärungsgehalt aufweist. Die Fiktionswirkung tritt jedoch erst bei Untätigkeit bzw. Unterlassen der Behörde innerhalb der Frist ein.
Zum anderen ist die Voraussetzung der Regelung nicht erfüllt, da die Rechte des Betroffenen nicht unmittelbar und willentlich durch die Behörde begründet werden. Die Behörde muss nicht zwangsläufig die Fiktionswirkung ihres Verhaltens kennen oder es billigen.
Der Gesetzgeber kann allerdings Vorgänge, denen Elemente des § 35 VwVfG fehlen, als Verwaltungsakt bewerten. In § 42 a Abs. 3 VwVfG betitelt dieser die Genehmigungsfiktion indirekt als Verwaltungsakt.
Damit ist die Genehmigungsfiktion ein Verwaltungsakt kraft gesetzgeberischer Entscheidung.
Die Vorschriften über die Bestandskraft von Verwaltungsakten und über das Rechtsbehelfsverfahren finden somit Anwendung. Insbesondere sind dadurch die Regelungen zur Nichtigkeit von Verwaltungsakten (§ 44 VwVfG), zur Rücknahme rechtswidriger Verwaltungsakte (§ 48 VwVfG), zum Widerruf rechtmäßiger Verwaltungsakte (§ 49 VwVfG) sowie zur Anfechtungsklage (§ 42 Abs. 1 VwGO) entsprechend anwendbar.

## Wirksamkeit gegenüber Adressaten und Drittbetroffenen
Die Vorschriften über die Bestandskraft von Verwaltungsakten gelten entsprechend. Damit bedarf es generell zur Erzielung der Wirksamkeit gegenüber dem Adressaten des fingierten Verwaltungsaktes einer Bekanntgabe. Diese ist hier nicht gegeben. Sie wird allerdings durch den Fristablauf ersetzt bzw. entsprechend fingiert. Somit ist der fingierte Verwaltungsakt gegenüber dem Adressaten wirksam und rechtlich existent. Auch ein materiell rechtswidriger Verwaltungsakt ist somit wirksam.
Bei der Gruppe der Drittbetroffenen ist zu differenzieren:
Wirksamkeit erzielt der fingierte Verwaltungsakt auch gegenüber den beteiligten Drittbetroffenen, welche von der Behörde aktiv zum eigentlichen Verwaltungsverfahren hinzugezogen worden sind. Diese sind „Beteiligte“, so dass auch an diese Personengruppe eine fingierte Bekanntgabe stattgefunden hat.
Gegenüber den sonstigen Drittbetroffenen, welche nicht aktiv von der Behörde zum Verwaltungsverfahren hinzugezogen worden sind, ist der fingierte Verwaltungsakt zunächst existent.
Die Differenzierung hat Auswirkungen auf den Lauf der Rechtsbehelfsfristen.

## Bescheinigung der Genehmigungsfiktion
Die Beteiligten haben nach Eintritt der Genehmigungsfiktion auf Verlangen einen Anspruch auf Ausstellung einer schriftlichen Bescheinigung über die Fiktionswirkung. Die Bescheinigung ist als Nichtverwaltungsakt zu klassifizieren. Sie nimmt für den Inhaber der fingierten Genehmigung eine Beweisfunktion ein; sie dokumentiert den Fiktionseintritt. Die Bescheinigung stellt den Anknüpfungspunkt einer Rechtsbehelfsbelehrung gem. § 37 Abs. 6 S. 2 VwVfG dar. Durch die Bescheinigung mit beigefügter Rechtsbehelfsbelehrung lassen sich für die Drittbetroffenen die Rechtsbehelfsfristen eingrenzen.

## Rechtsschutz von Drittbetroffenen
Die Drittbetroffenen können die fingierte Genehmigung durch Widerspruch und/oder Anfechtungsklage angreifen, wenn sie eine Verletzung ihrer eigenen subjektiven Rechte geltend machen. Durch die Anfechtungsklage gemäß § 42 Abs. 1 VwGO wird ein Verwaltungsakt angefochten. Es ist dabei unerheblich, ob es sich um einen Verwaltungsakt nach der Legaldefinition des § 35 S. 1 VwVfG handelt oder ein Verwaltungsakt kraft gesetzgeberischer Entscheidung vorliegt.

## Abgrenzung
Zu unterscheiden sind die fiktiven Verwaltungsakte damit von den konkludenten Verwaltungsakten. Anders als beim fiktiven Verwaltungsakt schweigt eine Behörde beim Erlass des konkludenten Verwaltungsakts nicht bloß, sondern sie trifft eine Maßnahme und erklärt ihren Willen. Diese Willenserklärung geschieht nicht ausdrücklich – also nicht schriftlich, elektronisch oder mündlich –, sondern gemäß § 37 Abs. 2 Satz 1 VwVfG „in anderer Weise“.
Der Ausdruck fiktiver Verwaltungsakt wird homonym auch für Situationen gebraucht, in denen der Anordnung von Zwangsmitteln gesetzlich Verwaltungsaktqualität verliehen wird. Eine solche Fiktion wurde bereits im 19. Jahrhundert durch Richterrecht entwickelt und 1931 in § 44 Abs. 1 Satz 2 des Preußischen Polizeiverwaltungsgesetzes kodifiziert. Eine ähnliche Regelung findet sich beispielsweise in § 18 Abs. 1 Satz 1 des Verwaltungs-Vollstreckungsgesetzes. Sinn dieser Vorschriften ist es jedoch nicht, das Schweigen einer Behörde an eine bestimmte Rechtsfolge zu knüpfen. Stattdessen sollen dem Bürger die gleichen Rechtsbehelfsmöglichkeiten eröffnet werden, die ihm bei dem Erlass eines Verwaltungsaktes zustünden.